# Perithous virgulatus
Perithous virgulatus är en stekelart som beskrevs av Baltazar 1961. Perithous virgulatus ingår i släktet Perithous och familjen brokparasitsteklar. Inga underarter finns listade i Catalogue of Life.